# رافاييل ديارا
رافاييل ديارا (بالفرنسية: Raphaël Diarra)‏ هو لاعب كرة قدم فرنسي في مركز الدفاع، ولد في 27 مايو 1995 في باريس في فرنسا. لعب مع نادي موناكو.